# Chastel (site archéologique)
Pour les articles homonymes, voir Chastel.
Chastel est un site archéologique de plein air situé au lieu-dit Chastel, à Aiguillon, en Lot-et-Garonne, en Nouvelle-Aquitaine (France). Il a livré des occupations humaines successives allant du Néolithique final à l'Âge du fer.

## Situation
Situé à la confluence du Lot et de la Baïse avec la Garonne, le site de Chastel est placé à l'intersection de deux axes de circulation : un axe est-ouest reliant l'océan Atlantique à la mer Méditerranée ; et un axe nord-sud entre les Pyrénées et le Massif Central. Le site occupe une surface de 2 ha sur la rive droite d'un bras mort de la Garonne.

## Historique
Les premières fouilles sur le site de Chastel ont commencé en 1978.

## Description
Le site a été occupé pendant les trois derniers millénaires av. J.-C. Les photographies aériennes ont montré l'emplacement d'un ancien fossé et d'un talus donnant à ce site un caractère défensif.

## Stratigraphie
Les fouilles ont mis en évidence les occupations humaines successives suivantes :
- au Néolithique final (2300 - 1800 av. J.-C.) :  entre les niveaux -1,60 et -1,35 m ;
- Âge du bronze : entre les niveaux -1,35 et -0,85 m ;
- premier Âge du fer : 
  - phase ancienne (vers 600 av. J.-C.) entre les  niveaux -0,85 et -0,60 m ;
  - phase moyenne (550 - 450 av. J.-C.) : entre les niveaux -0,60 et -0,40 m ;
  - phase finale (450 - 300 av. J.-C.) : entre les niveaux -0,40 et -0,20 m ;
- entre -0,20 m et la surface du sol, niveau remanié, avec des traces du second Âge du fer.

Le site semble avoir été abandonné au IIe siècle av. J.-C. L'habitat se déplace alors de 100 m en retrait de la terrasse alluviale, pour s'installer au lieu-dit la Gravisse.

## Protection
Le site de Chastel a été inscrit au titre des monuments historiques le 30 septembre 1991.